# Palle Bo
Palle Bo (født 12. november 1964) er en dansk radiomand, der havde sin radiodebut i 1985.
I den brede offentlighed er han mest kendt som manden bag TelefonJokes med Palle Bo, der fra 2001-2003 kørte som et syndikeret radioindslag på en række lokale stationer og herefter på DR P3. I efteråret 2009 blev det taget op igen af Fodbold for fan' på TV3+.
Han var medstifter af Radio ABC Gruppen i 1990, hvor han også var studievært indtil 1995 og salgschef indtil 1999. Herefter var han projektleder hos Serious Radio Business, København og Radiochef for NORDJYSKE Medier.
I dag driver han produktions- og konsulentvirksomheden Radioguru, hvor han udvikler radiokampagner, afvikler kurser for radiostationer og er foredragsholder om radioreklame og kreativitet.
Palle Bo og Radioguru vandt en Prix Radio Award i 2010 for Årets Bedste Regionale Radiospot. I 2011 vandt han den samme pris igen. og desuden også prisen for Årets Bedste Landsdækkende Radiospot (for TV 2 Danmark). Dette radiospot var også nomineret til en Cannes Lion 2011  og vandt Bronze ved Creative Circle Awards 2012. Igen i både 2013 og 2015 vandt Radioguru og Palle Bo Prix Radio Award for Årets Bedste Radiospot.
I juli 2016 valgte Palle Bo at sælge de fleste af sine ejendele og rejse jorden rundt på ubestemt tid. Det er hans plan, at besøge alle 193 FN Nationer, samtidig med at han fortsat driver Radioguru som digital nomade. Den første del af rejsen dokumenterede han i et radioprogram på DR P1 kaldet Palle Alene Rundt i Verden. Han dokumenterer fortsat hele sin rejse i Radiovagabond." podcast på dansk og sin engelsksprogede podcast "The Radio Vagabond""